# Gabi Herrlich
Gabi Herrlich (24 febbraio 1955) è un'ex cestista tedesca.

## Carriera
Con la Germania Ovest ha disputato due edizioni dei Campionati europei (1981, 1983).